# ロイト (自動車)

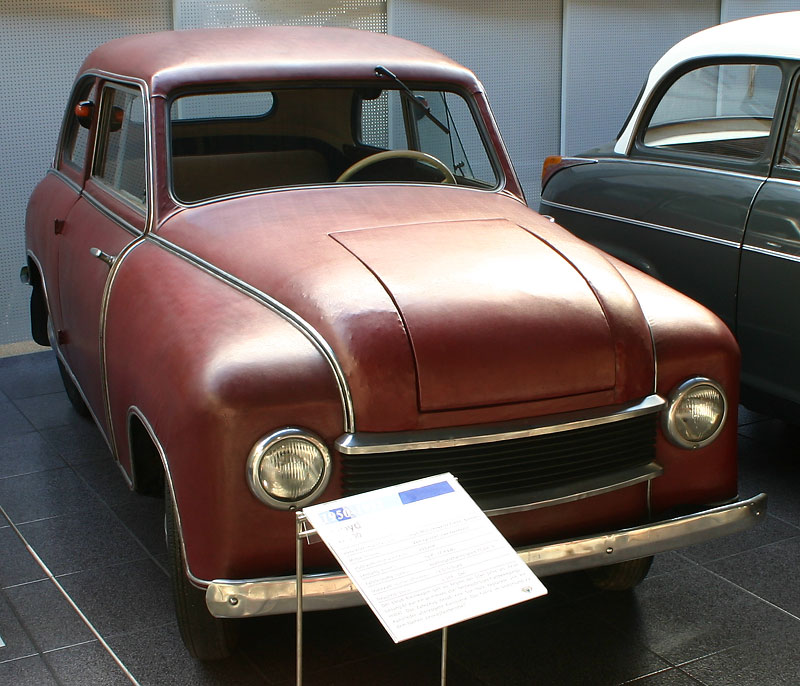
LP300

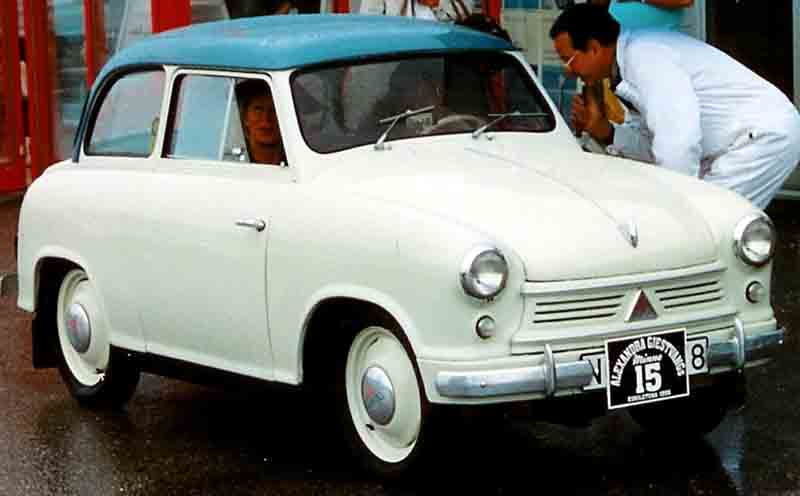
LP400S（1955年）

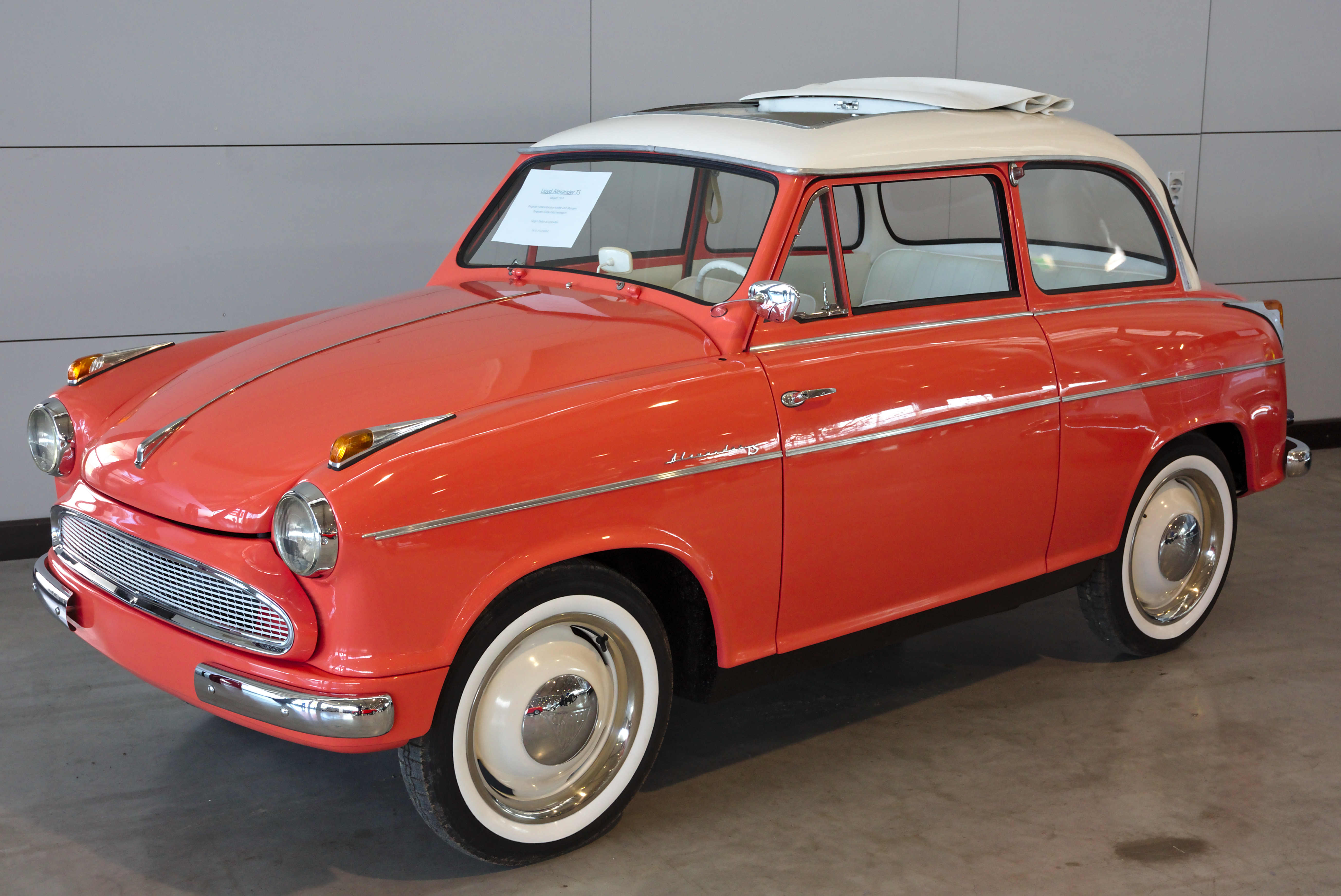
アレクサンダーTS

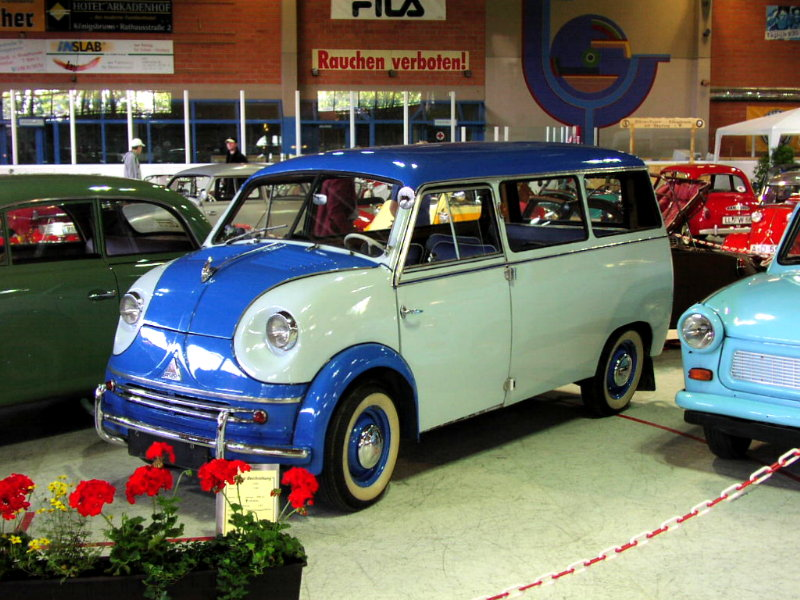
LT600

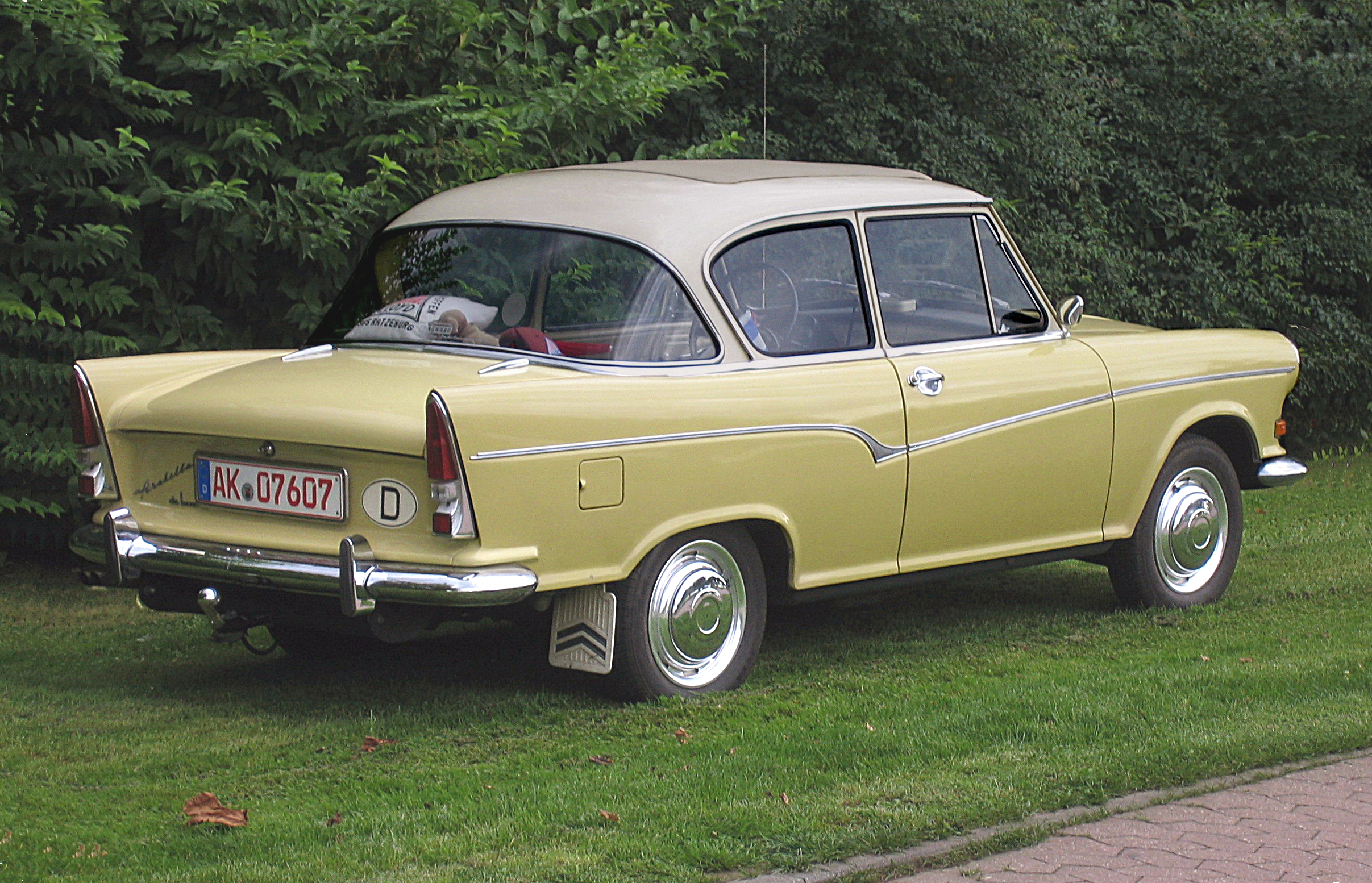
アラベラ・デラックス

ロイト（Lloyd ）は、1908年にドイツで創業した"Norddeutsche Automobil und Motoren GmbH"およびその後継の自動車ブランド名である。後にはメーカー名にもなった。同社は 北ドイツ・ロイド海運会社（現在のハパックロイド）の子会社であり、工場はドイツ・ブレーメンに置かれた。
なおイギリスに1936年から1951年まで存在した自動車メーカー・Lloydとは関係がない。

## 1908-1929年
最初のロイトはKriéger電気自動車のライセンス生産であったが、1908年にはガソリンエンジン3685ccモデルも登場した。1914年、ロイト社はハンザと合併、"Hansa-Lloyd Werke AG"となる。新会社が製造する乗用車の大半はハンザの名で売られ、ハンザ=ロイトの名が与えられたのは商用車だけであった。僅かな例外は6気筒4000ccのTreff ASと8気筒4600ccのTrumpf ASという二種類の高級乗用車で、これらはハンザ=ロイト名で販売された。1929年、カール・ボルクヴァルトが同社を買収すると、ロイトの名は一旦消滅する。

## 1950-1961年
1950年、ボルクヴァルト・グループ内に"Lloyd Motoren Werke GmbH"が設立され、ロイトの名は超小型乗用車・商業車のブランドとして復活する。最初の製品「ロイトLP300」は木骨に布を張ったボディを持っていたが、1954年に「ロイトLP400」が登場するまでに、徐々にスチール製車体に切り替わっていく。ドイツの旧軽免許保持者（250cc以上の車は運転できない）向けの、ロイト250（11馬力）も作られた。
こうした小さく安いロイト車は第二次世界大戦敗戦で疲弊の極みにあった当時の西ドイツ社会にはマッチしており、かつロイト各車は前輪駆動方式の採用などにより比較的快適性・信頼性が高かったことから人気を博した。1950年代にはフォルクスワーゲン、オペルに次ぐ西ドイツ国内第3位の販売実績を記録した。
LP400は日本にも安全自動車が総代理店となって数台が輸入され、鈴木自動車工業株式会社（当時）が最初に開発した1955年のスズライトの設計に大きな影響を与えた。また富士重工業も1958年発表のスバル・360の開発に際し、近似クラスであるLP400のパワーユニットを試作段階でのテスト用に利用している。日本の軽自動車開発の歴史に影響を与えたモデルと言える。
その後1959年には水平対向4気筒エンジン搭載の前輪駆動モデル、アラベラを発売。西ドイツ経済の安定を背景により上級クラスへの移行を目指したが、エンジンやトランスミッションなどの初期トラブルが多発したこともあって、販売は軌道に乗らなかった。
ボルクヴァルト・グループが1961年に経営破綻し、ロイトの名は姿を消したが、最後のモデル、アラベラのみは「ボルクヴァルト・アラベラ」の名で1963年まで生産が続行された。
主なロイト各車の生産台数は、300系が18087台、400系が109878台、250系が3768台、600及びアレクサンダー系176524台、アラベラ系47549台である。